# Gilotyna Hume’a
Gilotyna Hume’a – nazwa problemu sformułowanego przez szkockiego filozofa Davida Hume’a dotyczącego niemożności wnioskowania, co powinno być, na podstawie tego, co jest (ang. is-ought problem). Jest to jeden z zasadnicznych problemów naturalizmu etycznego.
Zagadnienie pojawiło się w literaturze metaetycznej dzięki jednemu ustępowi z „A Treatise on Human Nature”:

W każdym systemie moralności, z którym dotychczas się zetknąłem, zawsze zauważałem, że dany autor kroczy przez pewien czas prostą drogą rozumowania i ustala istnienie Boga lub czyni spostrzeżenia dotyczące spraw ludzkich; i nagle ze zdziwieniem stwierdzam, iż zamiast zwykłych orzeczeń, jakie znajduje się w zdaniach, jest i nie jest, nie spotykam żadnego zdania, które by nie było powiązane z powinien albo nie powinien. (…) Ponieważ to powinien albo nie powinien jest wyrazem pewnej nowej relacji lub twierdzenia, trzeba zwrócić na to uwagę i to wyjaśnić; jednocześnie trzeba, żeby została wskazana racja tego, co wydaje się całkiem niezrozumiałe, mianowicie – jak ta nowa relacja może być wydedukowana z innych relacji, które są całkiem od niej różne.”

Passus ten został nazwany przez Maxa Blacka „Gilotyną Hume’a”. Za sprawą pewnych podobieństw bywa on wiązany lub utożsamiany z koncepcją „błędu naturalistycznego” (wywodzącego się z filozofii G.E. Moore’a) i które razem współcześnie wyrażane są poprzez tezę o rozdziale faktów i wartości (ang. the gap between facts and values).